# Judite Mendes de Abreu
Judite Mendes de Abreu (São Julião, 1916 - Coimbra, 2007) foi uma das cinco primeiras mulheres portuguesas a ser eleita presidente de um município. Foi presidente da Câmara Municipal de Coimbra de 1976 a 1979 e presidente da Assembleia Municipal da mesma cidade de 1983 a 1986. Opositora da ditadura do Estado Novo, foi apoiante do General Norton de Matos nas eleições nacionais de 1949 e membro de organizações femininas e outras que fizeram campanha contra o governo. Após o derrube do Estado Novo pela Revolução dos Cravos de 1974, participou ativamente no tribunal que julgou os crimes cometidos pela ditadura. Entre outras distinções, foi agraciada com a Ordem da Liberdade.

## Biografia
Nasceu a 16 de Fevereiro de 1916, na freguesia de São Julião, na Figueira da Foz, distrito de Coimbra, no seio de uma família abastada que se opunha ao regime do Estado Novo. 
Após cinco anos de escolaridade na Figueira da Foz, ingressa na Escola Secundária José Falcão, no centro de Coimbra. Aos 17 anos é admitida na Universidade de Coimbra, licenciando-se em Literatura Germânica e Direito. Casou com Pedro Falcão Mendes de Abreu em 1940, na Figueira da Foz, com o qual teve dois filhos. 
Abreu faleceu em Coimbra a 10 de Maio de 2007. 

## Activismo
Entre 1944 e 1949, Abreu desenvolve a sua atividade em vários domínios. Foi apoiante do General Norton de Matos, inicialmente candidato presidencial da oposição às eleições de 1949.  Matos exigiu o direito de fazer propaganda da sua mensagem e de controlar a contagem dos votos, mas ambos lhe foram recusados e ele retirou a sua candidatura antes das eleições. Após a derrota do fascismo na Segunda Guerra Mundial, o Estado Novo autorizou a existência de alguns grupos de oposição limitados, a fim de parecer que lhe conferia respeitabilidade noutros países, tendo nessa altura aderido ao Movimento de Unidade Democrática (MUD), um grupo de oposição quase legal. 
Em 1946, aderiu também ao Conselho Nacional das Mulheres Portuguesas, de cariz feminista, tendo sido uma das fundadoras da sua secção de Coimbra. No entanto, o Conselho Nacional foi encerrado pelo Estado Novo dois anos mais tarde. 
Devido às suas posições políticas, é proibida de dar aulas em escolas públicas pelo estado, acabando porir trabalhar com professora num liceu privado, em 1952. A partir de 1961, ocupa o cargo de sócia-gerente do Teatro Avenida, em Coimbra, voltando a ser alvo da ira do Governo, ao realizar lá reuniões das organizações que apoiava. 
Entre 1970 e a Revolução dos Cravos, em 1974, Abreu foi membro da Comissão Nacional de Socorro aos Presos Políticos, que prestava apoio financeiro e jurídico às famílias dos presos. Após a revolução, passou a integrar a Comissão Nacional de Apoio aos Refugiados Políticos Antifascistas, que apoiava a reintegração na sociedade de muitas pessoas que tinham saído de Portugal durante o Estado Novo, através de alimentação, alojamento, assistência médica, emprego, informação, vestuário e material escolar. 
Apoiou também a Comissão Organizadora do Tribunal Cívico Humberto Delgado, entre 1977 e 1978, órgão criado para denunciar e julgar os crimes vividos durante a ditadura e para prender informadores da PIDE (polícia secreta do Estado Novo). 

## Percurso político
Após a Revolução dos Cravos, foi presidente da Comissão Administrativa da Figueira da Foz, de outubro de 1974 a dezembro de 1976. Em dezembro de 1976, foi eleita presidente da Câmara Municipal de Coimbra, como independente nas listas do Partido Socialista, cargo que exerceu até dezembro de 1979. Com este ato, tornou-se uma das chamadas “Cinco Magníficas”, as cinco mulheres que foram eleitas presidentes de Câmara em 1976. Para além de Abreu, foram eleitas Alda Santos Victor, Francelina Chambel, Lurdes Breu e Odete Isabel[1][2][3][4][5][6]. 
Durante o seu mandato foi responsável pelo início de grandes obras que viriam a ser decisivas para o futuro do concelho. Fez apenas um mandato, mas depois tornou-se vereadora entre 1980 e 1982. Em 1983, foi também a primeira mulher a assumir a presidência da Assembleia Municipal de Coimbra, cargo que exerceu até 1986. 

## Distinções
Judite Mendes de Abreu foi distinguida com:
- 1983 - Agraciada com a Ordem da Liberdade pelo então Presidente da República, António Ramalho Eanes [8][1]
- 2002 - Distinguida com a Medalha de Ouro da Cidade de Coimbra [1][9]
- 2009 - Foi também atribuído o seu nome a uma rua no Bairro do Loreto (Coimbra) [10][9]
- 2022 - uma sala da Câmara Municipal de Coimbra foi baptizada com o seu nome [7][11]

## Ligações Externas
- Arquivos RTP | Judite Mendes de Abreu entrevistada no programa De Mãos Dadas, da Antena1 (1984)